# Weichai (Chongqing) Automotive
Weichai (Chongqing) Automotive (кит. 潍柴（重庆）汽车有限公司) — дочерняя компания, принадлежащая Weichai Power Co., Ltd. с 2012 года.

## Описание
Ранее компания Weichai (Chongqing) Automotive называлась Chongqing Jialing Chuanjiang Automobile Manufacturing Co., Ltd. Это было крупное предприятие, которое имело квалификацию для производства автомобилей классов M1, M2, M3, N1, N2 и N3.

## Enranger
В декабре 2013 года компания Weichai Auto официально представила бренд Enranger для китайского автомобильного рынка. Enranger — английское название, а китайское — Yingzhi (英致). Enranger выпускает легковые автомобили, включая кроссоверы, внедорожники и пикапы. Производство началось во второй половине 2014 года на отдельном предприятии в Чунцине. Первоначально производственная мощность составляла 100000 автомобилей в год, а позже производственную мощность планировалось увеличить до 300000 ежегодно. В модельный ряд входят следующие автомобили:
- Enranger 737 — компактвэн (кодовое обозначение M301)[3]
- Enranger 737 EV — электромобиль-компактвэн
- Enranger 727 — компактвэн (низкий уровень комплектации 737)
- Enranger G5 — компактный кроссовер на базе 737
- Enranger G3 — субкомпактный кроссовер (кодовое обозначение S201)[4]
- Enranger EX1 — мини-кроссовер
- Enranger P80 — пикап

- Enranger 737
- Enranger G3

## VGV
27 ноября 2019 года компания Weichai Motor открыла бренд VGV, а одновременно начала выпуск Weichai U70 — первой модели бренда. В отличие от Enranger, VGV использует логотип China National Heavy Duty Truck Group. По словам Чай Вэя, заместителя генерального директора Weichai (Chongqing) Automotive Co., Ltd., запуск Weichai VGV U70 откроет стратегическое направление лёгких транспортных средств Weichai Group, что означает, что конкурентные преимущества Weichai Group в области независимых автомобильных брендов будут снова повышены. VGV U70 породил несколько вариантов кроссовера SUV, включая ют.
- VGV U70
- VGV U75 Plus
- VGV VX7

- VGV U70
- VGV U75 Plus
- VGV VX7